# Scene It? Lights, Camera, Action
Scene It? Lights, Camera, Action är titeln på ett spel avsett att användas tillsammans med en Xbox 360. Spelet presenterade för första gången under E3 2007. Spelet använder sig av ett antal specialgjorda trådlösa handkontroller som till utseendet påminner mycket om handkontrollerna som används till spelserien Buzz!.